# Wereldkampioenschappen baanwielrennen 2004
De Wereldkampioenschappen baanwielrennen 2004, werden van 26 tot 29 meil, gehouden in het Australische Melbourne.

## Uitslagen mannen

### Sprint
| Plaats | Naam         | Land |
| ------ | ------------ | ---- |
| Goud   | Theo Bos     | NED  |
| Zilver | Laurent Gané | FRA  |
| Brons  | Ryan Bayley  | AUS  |

### Kilometertijdrit
| Plaats | Naam            | Land |
| ------ | --------------- | ---- |
| Goud   | Chris Hoy       | GBR  |
| Zilver | Arnaud Tournant | FRA  |
| Brons  | Theo Bos        | NED  |

### Individuele achtervolging
| Plaats | Naam                | Land |
| ------ | ------------------- | ---- |
| Goud   | Sergi Escobar Roure | ESP  |
| Zilver | Rob Hayles          | GBR  |
| Brons  | Robert Bartko       | GER  |

### Ploegenachtervolging
| Plaats | Naam                                                                        | Land |
| ------ | --------------------------------------------------------------------------- | ---- |
| Goud   | Peter Dawson Ashley Hutchinson Mark Renshaw Luke Roberts Stephen Wooldridge | AUS  |
| Zilver | Rob Hayles Paul Manning Chris Newton Bryan Steel                            | GBR  |
| Brons  | Carlos Castaño Sergi Escobar Asier Maeztu Carlos Torrent                    | ESP  |

### Team Sprint
| Plaats | Naam                                          | Land |
| ------ | --------------------------------------------- | ---- |
| Goud   | Mickaël Bourgain Laurent Gané Arnaud Tournant | FRA  |
| Zilver | José Escuredo Salvador Meliá José Villanueva  | ESP  |
| Brons  | Chris Hoy Craig MacLean Jamie Staff           | GBR  |

### Keirin
| Plaats | Naam          | Land |
| ------ | ------------- | ---- |
| Goud   | Jamie Staff   | GBR  |
| Zilver | José Escuredo | ESP  |
| Brons  | Ivan Vrba     | CZE  |

### Scratch
| Plaats | Naam            | Land |
| ------ | --------------- | ---- |
| Goud   | Greg Henderson  | NZL  |
| Zilver | Robert Slippens | NED  |
| Brons  | Walter Pérez    | ARG  |

### Puntenkoers
| Plaats | Naam           | Land |
| ------ | -------------- | ---- |
| Goud   | Franck Perque  | FRA  |
| Zilver | Milton Wynants | URU  |
| Brons  | Juan Curuchet  | ARG  |

### Madison
| Plaats | Naam                       | Land |
| ------ | -------------------------- | ---- |
| Goud   | Juan Curuchet Walter Pérez | ARG  |
| Zilver | Franco Marvulli Bruno Risi | SUI  |
| Brons  | Robert Slippens Danny Stam | NED  |

## Uitslagen vrouwen

### Sprint
| Plaats | Naam                  | Land |
| ------ | --------------------- | ---- |
| Goud   | Svetlana Grankovskaya | RUS  |
| Zilver | Anna Meares           | AUS  |
| Brons  | Lori-Ann Muenzer      | CAN  |

### 500m tijdrit
| Plaats | Naam               | Land |
| ------ | ------------------ | ---- |
| Goud   | Anna Meares        | AUS  |
| Zilver | Jiang Yonghua      | CHN  |
| Brons  | Simona Krupeckaitė | LTU  |

### Individuele achtervolging
| Plaats | Naam           | Land |
| ------ | -------------- | ---- |
| Goud   | Sarah Ulmer    | NZL  |
| Zilver | Katie Mactier  | AUS  |
| Brons  | Elena Tchalykh | RUS  |

### Keirin
| Plaats | Naam          | Land |
| ------ | ------------- | ---- |
| Goud   | Clara Sanchez | FRA  |
| Zilver | Elisa Frisoni | ITA  |
| Brons  | Jennie Reed   | USA  |

### Scratch
| Plaats | Naam                  | Land |
| ------ | --------------------- | ---- |
| Goud   | Yoanka Gonzalez Perez | CUB  |
| Zilver | Mandy Poitras         | CAN  |
| Brons  | Olga Sljoesarjova     | RUS  |

### Puntenkoers
| Plaats | Naam                  | Land |
| ------ | --------------------- | ---- |
| Goud   | Olga Sljoesarjova     | RUS  |
| Zilver | Vera Carrara          | ITA  |
| Brons  | Belém Guerrero Méndez | MEX  |

## Medaillespiegel
| Plaats | Land                | Goud | Zilver | Brons | Totaal |
| 1      | Frankrijk           | 3    | 2      | 0     | 5      |
| 2      | Verenigd Koninkrijk | 2    | 2      | 1     | 5      |
| 2      | Australië           | 2    | 2      | 1     | 5      |
| 4      | Rusland             | 2    | 0      | 2     | 4      |
| 5      | Nieuw-Zeeland       | 2    | 0      | 0     | 2      |
| 6      | Spanje              | 1    | 2      | 1     | 4      |
| 7      | Nederland           | 1    | 1      | 2     | 3      |
| 8      | Argentinië          | 1    | 0      | 2     | 3      |
| 9      | Cuba                | 1    | 0      | 0     | 1      |
| 10     | Italië              | 0    | 2      | 0     | 2      |
| 11     | Canada              | 0    | 1      | 1     | 2      |
| 12     | China               | 0    | 1      | 0     | 1      |
| 12     | Uruguay             | 0    | 1      | 0     | 1      |
| 12     | Zwitserland         | 0    | 1      | 0     | 1      |
| 15     | Duitsland           | 0    | 0      | 1     | 1      |
| 15     | Litouwen            | 0    | 0      | 1     | 1      |
| 15     | Mexico              | 0    | 0      | 1     | 1      |
| 15     | Tsjechië            | 0    | 0      | 1     | 1      |
| 15     | Verenigde Staten    | 0    | 0      | 1     | 1      |
| Totaal | Totaal              | 15   | 15     | 15    | 45     |